# John Bennet Lawes
John Bennet Lawes FRS (Harpenden, 28 de dezembro de 1814 — Harpenden, 31 de agosto de 1900) foi um empresário inglês.
Construiu a Estação Experimental Rothamsted, onde desenvolveu um superfosfato que marcou o início da indústria de fertilizantes.
John Bennet Lawes nasceu em Rothamsted, atualmente Harpenden, próximo a St Albans, Hertfordshire, filho único de John Bennet Lawes, proprietário da fazenda Rothamsted, com pouco mais de mil acres (4 km²). Frequentou o Eton College e o Brasenose College, Oxford. Antes de sair de Oxford, em 1832, Lawes começou a se interessar pelo cultivo de várias plantas medicinais na fazenda Rothamsted, que herdou de seu pai, falecido em 1822. Por volta de 1837 começou a experimentar os efeitos de vários adubos no crescimento de plantas em vasos, e um ou dois anos depois seus experimentos foram orientados para plantações no campo. Uma consequência imediata foi a patente de um
adubo formado pela composição de fosfatos com ácido sulfúrico, iniciando assim a industrialização de fertilizantes. No ano seguinte contratou Joseph Henry Gilbert, com quem trabalhou por mais de meio século no experimento de culturas e nutrição animal, tornando Rothamsted famoso em todo o mundo. Foi eleito em 1854 membro da Royal Society, que o laureou juntamente com Gilbert com a Medalha Real em 1867, criando um baronato para ele em 1882.
Um ano antes de falecer, Lawes tencionou garantir a existência de sua estação experimental, disponibilizando £ 100 mil para seu propósito, constituindo o Lawes Agricultural Trust.
A Sir John Lawes School em Harpenden foi batizada em sua memória.